# نوار مثانه
نوار مثانه یا تست اورودینامیک (به انگلیسی: testing Urodynamic)، نام یک آزمایش پزشکی است که برای ارزیابی عملکرد مثانه و مجرای ادراری به کار می‌رود. آزمایش اورودینامیک می‌تواند به توضیح برخی علائم ادراری بپردازد، از قبیل:
- بی‌اختیاری (incontinence)
- تکرر ادرار (frequent urination)
- احساس نیاز ناگهانی به دفع ادرار، و در عین حال عدم تخلیه

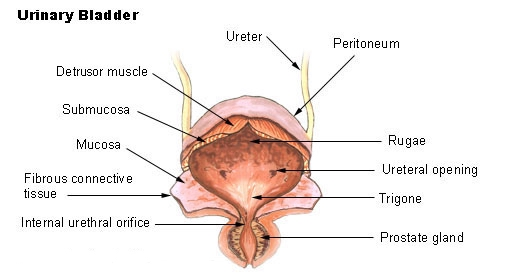

- اختلال در شروع ادرار
- ادرار دردناک
- عدم تخلیه کامل مثانه
- عفونت مکرر مجاری ادراری[۱]

## هدف از انجام این تست
این آزمایش‌ها اغلب برای مردان با غده پروستات بزرگ و برای زنان مبتلا به بی‌اختیاری ادراری تنظیم می‌شود که یا به درمان علامتی پاسخ نداده‌اند یا نیاز به عمل جراحی دارد. احتمالاً مهم‌ترین گروه در این آزمایش‌ها کسانی هستند که به نوروپاتی، از جمله آسیب نخاعی مبتلا شده‌اند. در بعضی از این بیماران (بسته به سطح ضایعه)، رفلکس ارادی ادرار که تحت کنترل کورتکس فرونتال است (به اصطلاح: micturition reflex) ممکن است از کنترل خارج شده باشد، و پرفشاری عضله دترسور (به زبان انگلیسی: detrusor) می‌تواند تهدیدکننده حیات باشد.
علائم گزارش شده توسط بیمار اغلب راهنمای قابل اعتمادی برای اختلال نهفته دستگاه ادراری تحتانی نیست. هدف از تست اورودینامیک این است که به نتیجه آسیب‌شناسی برسیم که علائم بیمار را تأیید کند.
به عنوان مثال، بیماری که از نیاز اورژانسی به تخلیه ادرار و تکرر ادرار شکایت دارد، ممکنست به سندروم مثانه بیش فعال مبتلا باشد. علت آن شاید بیش فعالی عضله دترسور (تشکیل دهنده مثانه) باشد، که طی پر شدن مثانه، ناگهان منقبض می‌شود. با استفاده از تست اورودینامیک می‌توان بیش فعالی عضله مثانه را تأیید کرد که به تعیین نوع درمان کمک می‌کند. با این وجود انجمن اورولوژی آمریکا، تست اورودینامیک را به عنوان یکی از اقدام تشخیصی ابتدایی، توصیه نمی‌کند.

## تست‌های اختصاصی
انجام یک تست نوار مثانه تقریباً ۳۰ دقیقه طول می‌کشد. فرایند این تست به بیان ساده اینگونه است که کاتتر کوچکی وارد مثانه می‌شود تا آن را پر کند و فشار آن را در حالت‌های مختلف ثبت کند، اما در واقع سِیر دقیق انجام تست، بستگی به نوع اختلال بیمار دارد؛ بعضی از روش‌های رایج انجام تست عبارتند از:
حجم باقی‌مانده پس از دفع ادرار (به زبان انگلیسی: Post-void residual volume):
این تست‌ها اغلب با تعبیه یک کاتتر ادراری شروع می‌شوند، سپس بیمار کاملاً ادرارش را تخلیه می‌کند. حجم ادرار اندازه‌گیری می‌شود (تا نشان دهد مثانه تا چه حد کارآمد ادرار را تخلیه می‌کند). حجم‌های باقی‌مانده زیاد (۱۸۰ میلی‌لیتر) ممکن است نشانه عفونت مجاری ادراری باشد، و همچنین می‌تواند با بی‌اختیاری شدید مرتبط باشد، در مردان اغلب نشانه بزرگی پروستات است که باعث تنگ شدن مجرا شده؛ این اختلال (ادرار باقی‌مانده) در خانم‌ها شایع نیست.
میزان غیرطبیعی حجم باقی‌مانده در منابع مختلف، متفاوت ذکر شده‌است، برخی حجم بیش از ۵۰–۱۰۰ میلی‌لیتر، و گروهی حجم بیش از ۲۰ درصدِ ادرارِ تخلیه شده را غیرطبیعی می‌دانند.
این یافته در کودکان، در حجم باقی‌مانده بیش از ۵۰ میلی‌لیتر توصیف می‌شود.
معمولاً ادرار برای بررسی میکروسکوپیک و کشت از نظر عفونت، فرستاده می‌شود.
سیستومتری چند کاناله: آزمون سیستومتری، فشار مثانه را در طول پر شدن مثانه یا حین سایر مانورهای تحریکی، اندازه‌گیری می‌کند. با استفاده از دو کاتتر فشار داخل رکتوم و مثانه (برای بررسی انقباض دیواره مثانه)، ثبت می‌شود. همچنین در طول این فاز، می‌توان قدرت میزراه را با استفاده از مانور سرفه یا واسالوا، برای تأیید بی‌اختیاری استرسی یا (stress incontinence) مورد آزمایش قرار داد.
اوروفلومتری: محاسبه سرعت و حجم تخلیه مثانه، که به تشخیص دلیل اختلال در ادرار کردن (تخلیهٔ مشکل ادرار) از جمله؛ ضعف عضله مثانه یا انسداد مجرای خروجی آن، کمک می‌کند. بیمار این تست را با مثانه کاملاً پر، آغاز می‌کند و در حین تخلیه ادرار، سرعت و حجم آن توسط یک کامپیوتر ثبت می‌شود و در نهایت نموداری از وضعیت، ارائه می‌دهد.
الکترومیوگرافی: اگر پزشک شک به بیماری یا اختلال عصبی داشته باشد که زمینه‌ساز مشکل ادراری بیمار شده، این تست را انجام می‌دهد؛ در این تست با تعبیه سنسورهایی، وضعیت فعالیت عصبی و عضلانی مثانه و گردن مثانه بررسی می‌شود.
فلوئوروسکوپی: فیلم‌برداری با اشعه x از مثانه و گردن مثانه، حین تخلیه ادرار. این روش، در بسیاری از مراکز تحقیقاتی و آموزشی به عنوان بهترین اقدام، توصیه می‌شود.